# Paolo Galimberti
Paolo Galimberti (Giussano, 7 luglio 1968) è un imprenditore e politico italiano, vicepresidente e Tesoriere di Forza Italia in Lombardia.

## Biografia
Imprenditore di professione, è stato presidente dei giovani di Confcommercio, nonché socio con la sua famiglia in Euronics. Dal 1997 è Consigliere di Amministrazione di Euronics Italia Spa.
Nel 2004 entra a far parte del Consiglio Direttivo di Eurocommerce: organizzazione europea che rappresenta i settori del commercio al dettaglio, all'ingrosso e internazionale. Nel 2006 invece viene eletto membro del Board di Euronics International. Dal 2010 al 2012 è stato consigliere del Cnel (Consiglio Nazionale dell'Economia e del Lavoro).

## Attività politica

### Elezione a senatore
Nel 2013 viene eletto senatore della XVII legislatura della Repubblica Italiana nella circoscrizione Lombardia per Il Popolo della Libertà.
In seguito diviene segretario della 10ª Commissione permanente Industria, commercio e turismo.
Il 16 novembre 2013, con la sospensione delle attività del PdL, aderisce a Forza Italia e ne diventa Vice Presidente Tesoriere in Lombardia.
Alle elezioni politiche del 2018 è candidato da Forza Italia alla Camera nel collegio plurinominale Lombardia 4 - 02 in seconda posizione, ma non è eletto.

## Vita privata
Dichiaratamente omosessuale, dal 2004 è legato sentimentalmente al giornalista, nonché conduttore radiofonico e televisivo, Alfonso Signorini.